# Ligne de L'Hôpital-du-Grosbois à Lods
La ligne de L'Hôpital-du-Grosbois à Lods est une ancienne ligne ferroviaire française, située dans le département du Doubs et inscrite dans la base Mérimée.
Mise en service en 1884 par la Compagnie des chemins de fer de Paris à Lyon et à la Méditerranée (PLM), elle est totalement fermée au trafic ferroviaire en 1988 et déclassée en 1995.
Elle est réaménagée partiellement en voie verte.

## Histoire
La ligne est déclarée d'utilité publique par un décret impérial le 19 juin 1868. Une loi du 23 mars 1874 autorise l'adjudication de la ligne. La ligne est adjugée le 14 septembre suivant à Messieurs Vilvert, de Constantin et Aglantier. Cette adjudication est approuvée par décret le 16 novembre 1874.
La ligne est rachetée par l'État selon les termes d'une convention signée le 27 mars 1879 entre le ministre des Travaux publics et la Compagnie du chemin de fer direct de Besançon à la frontière suisse par Morteau. Cette convention est approuvée par une loi le 15 juillet suivant.
La ligne est finalement concédée à titre définitif à la Compagnie des chemins de fer de Paris à Lyon et à la Méditerranée par une convention signée entre le ministre des Travaux publics et la compagnie le 26 mai 1883. Cette convention est approuvée par une loi le 20 novembre suivant.

## Caractéristiques

### Tracé
La ligne démarre de l'Hôpital-du-Grosbois en direction sud-ouest sur le plateau puis emprunte, en les longeant en partie haute, la vallée du ruisseau de Plaisir-Fontaine puis celle de la Brême jusqu'à Maizières où elle oblique vers le sud-est, traverse le ruisseau de la Brême grâce un très beau viaduc courbe à 13 arches de 181m de long pour remonter ensuite la vallée de la Loue, en rive droite jusqu'à Ornans puis en rive gauche jusqu'à Lods. Elle a nécessité la création de trois tunnels : celui de Plaisir-Fontaine, 210m, sur la commune de Foucherans, celui du Raffoy (de Mérillot), 185m, et celui du Champaloux (de Lods), 160m, sur la commune de Vuillafans. En plus du viaduc sur la Brême, deux autres plus petits franchissent la vallée du ruisseau de Mambouc et la vallée de la Loue à Ornans.   

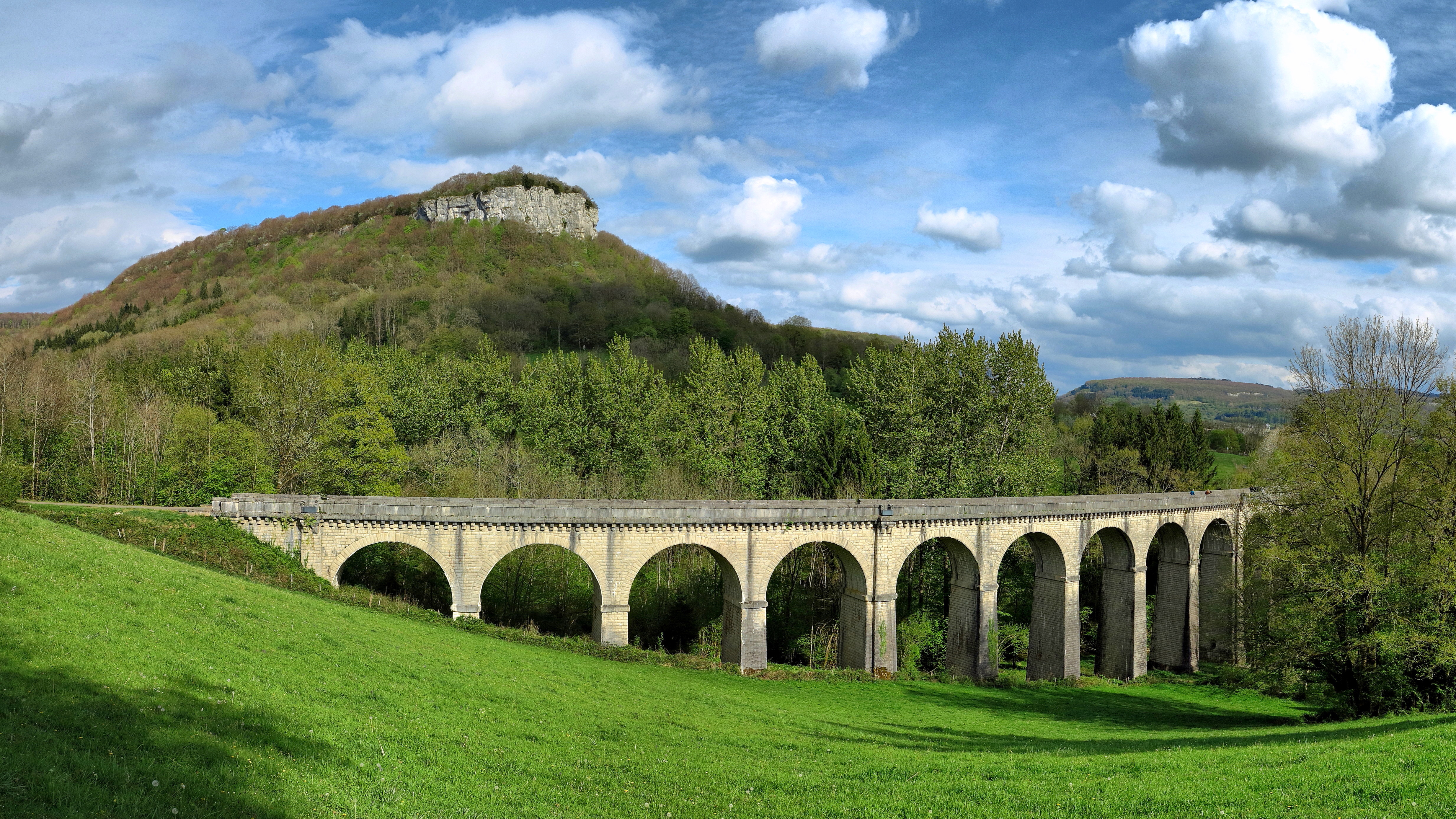
Viaduc sur la Brême.

### Gares
La ligne comportait sept gares ou haltes, y compris celles des extrémités : L'Hôpital-du-Grosbois, Trépot, Maizières-Notre-Dame, Ornans, Montgesoye, Vuillafans et Lods.

## Après le déclassement
La voie a été déposée et la plateforme aménagée en voie verte.

## Galerie

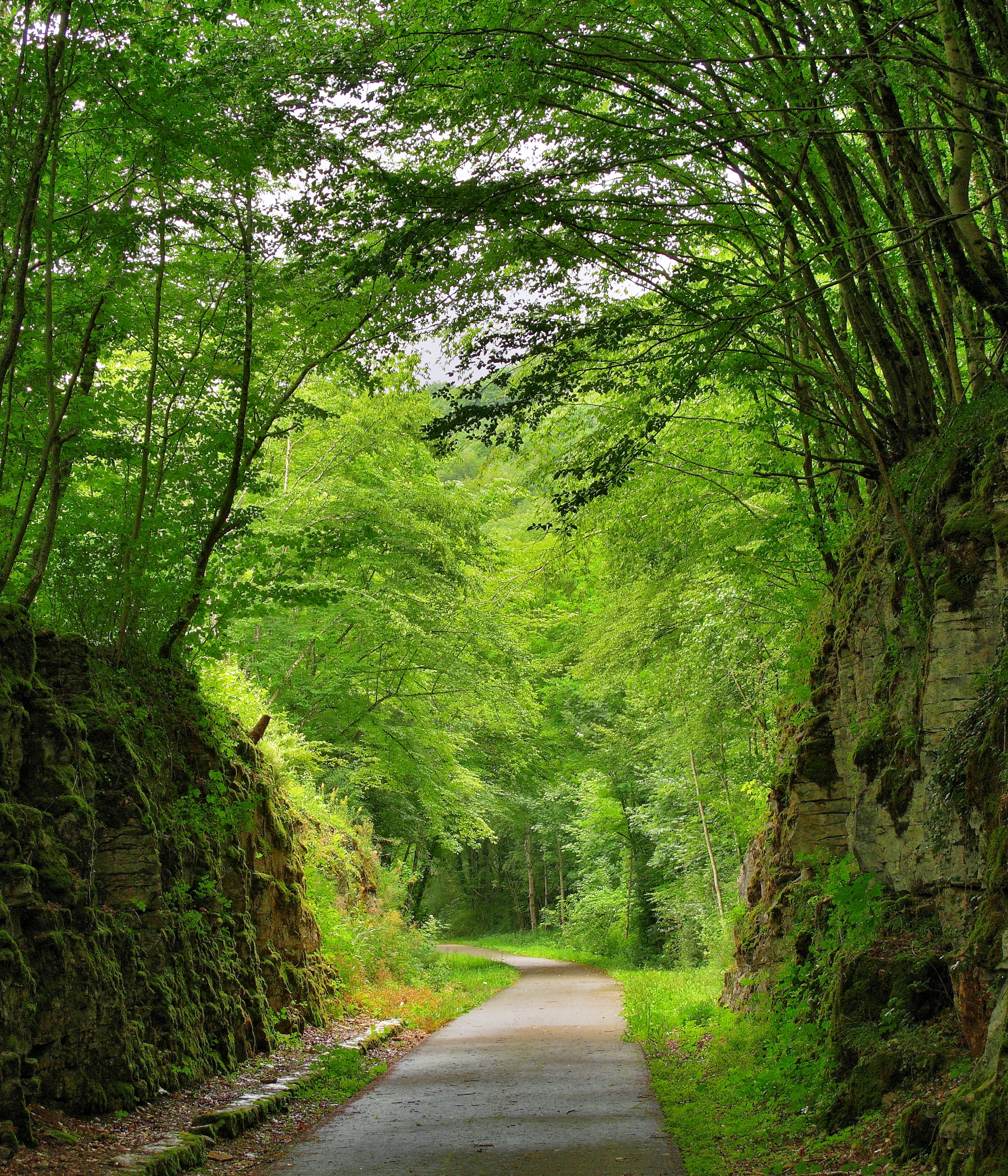
L'ancienne voie ferrée vers la vallée de la Brême.
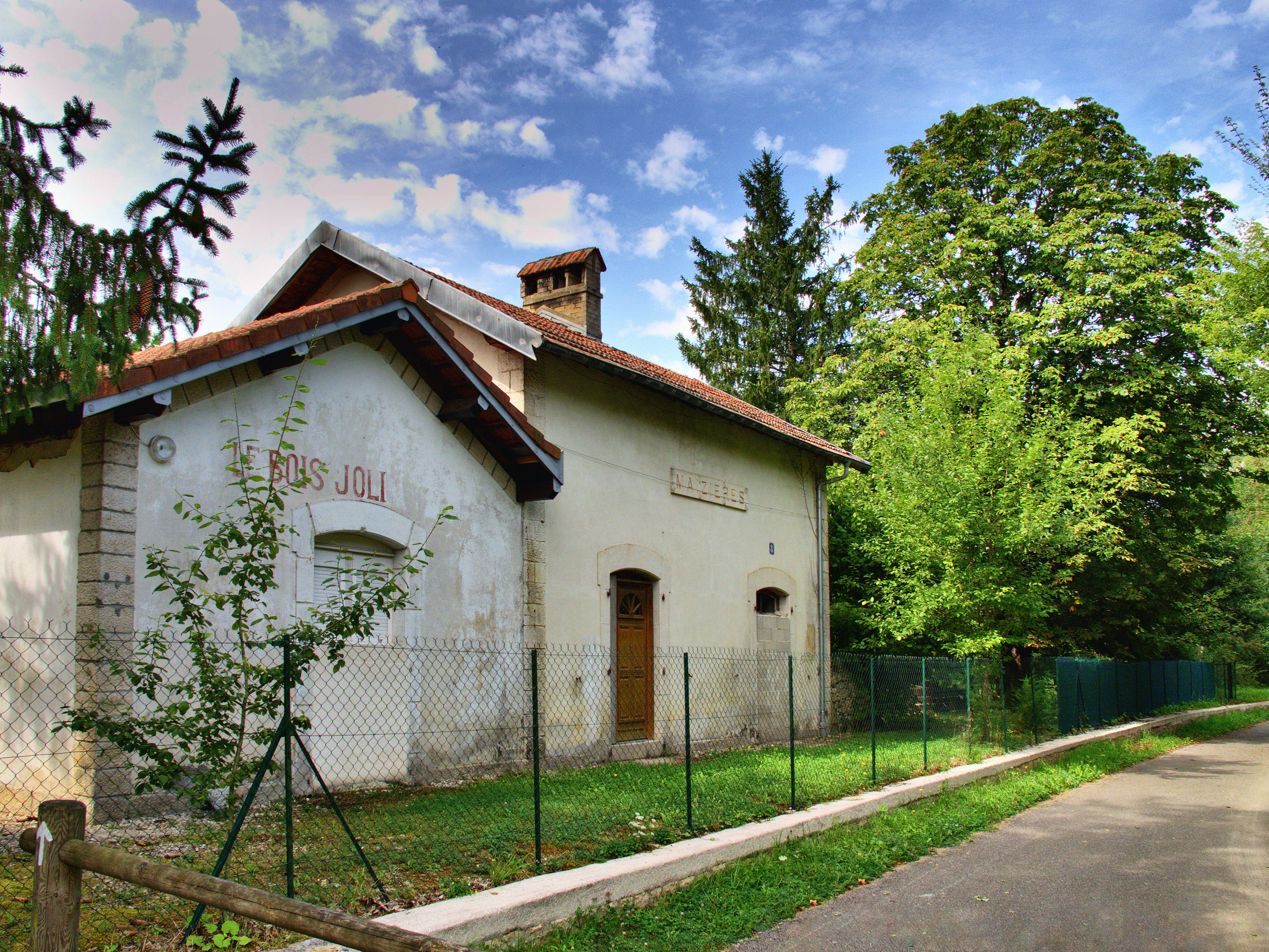
L'ancienne gare de Maisières-Notre-Dame.
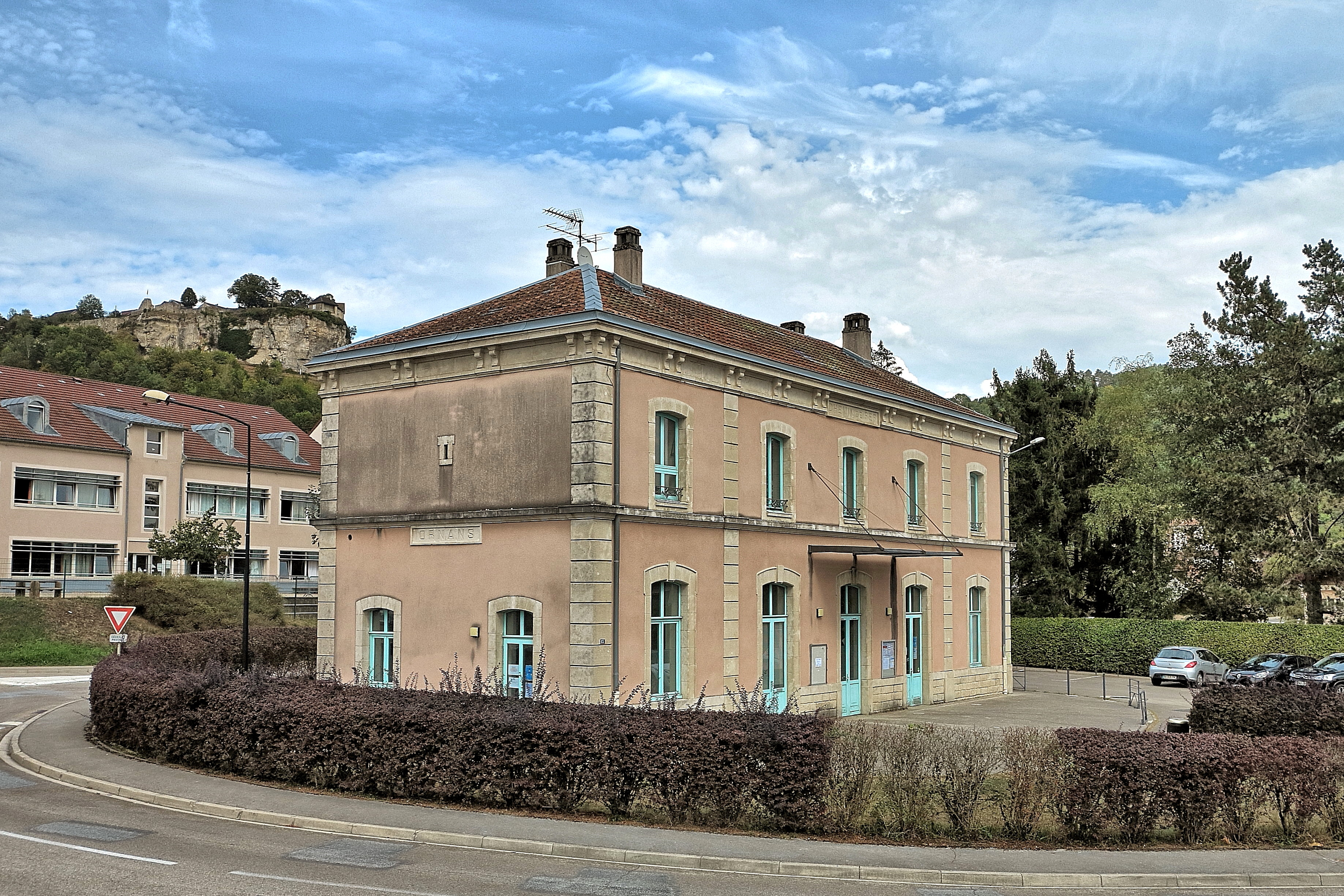
L'ancienne gare d'Ornans.
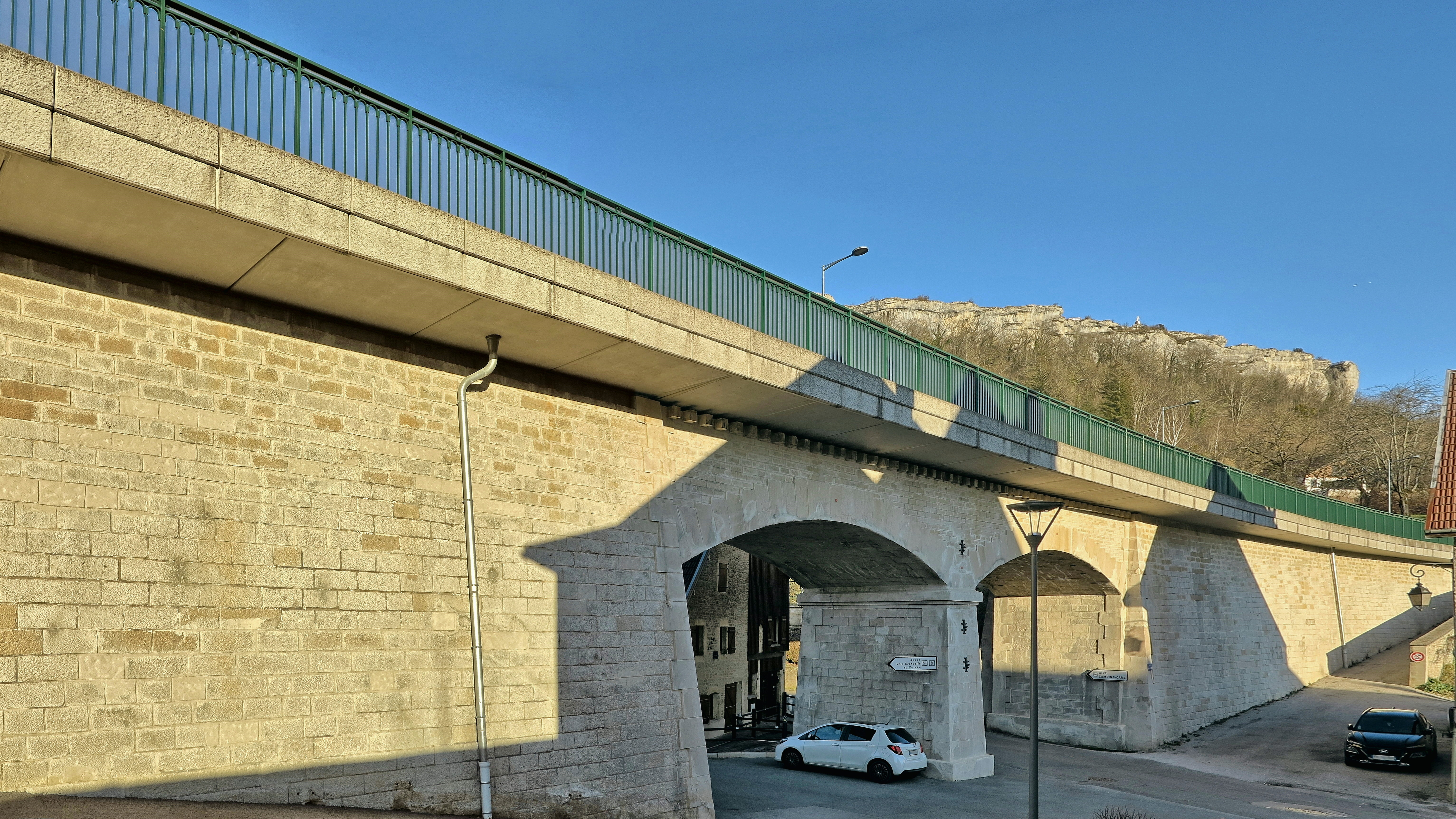
Le viaduc de Mambouc réaménagé en voie urbaine à Ornans.
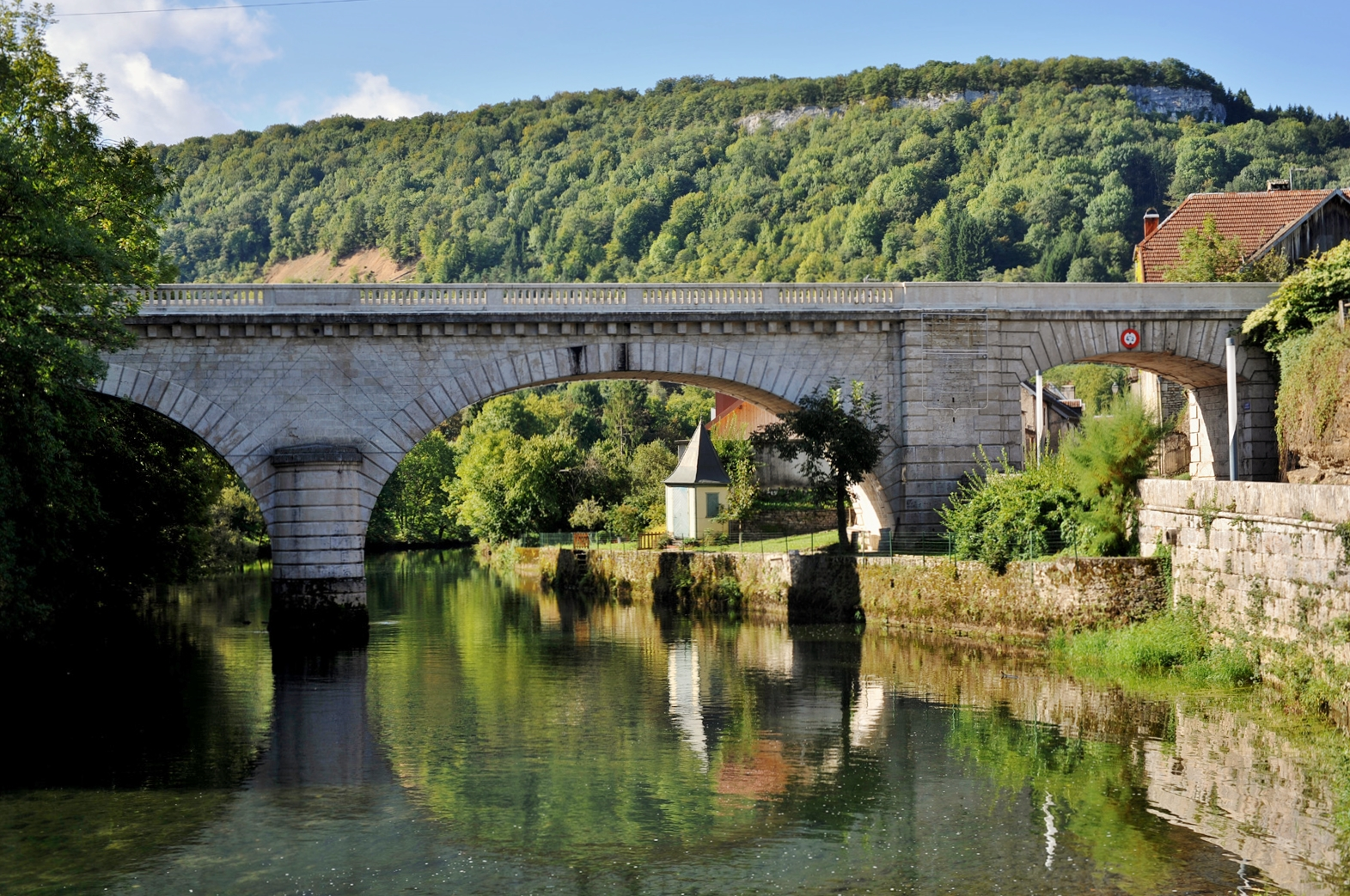
Le viaduc sur la Loue à Ornans.
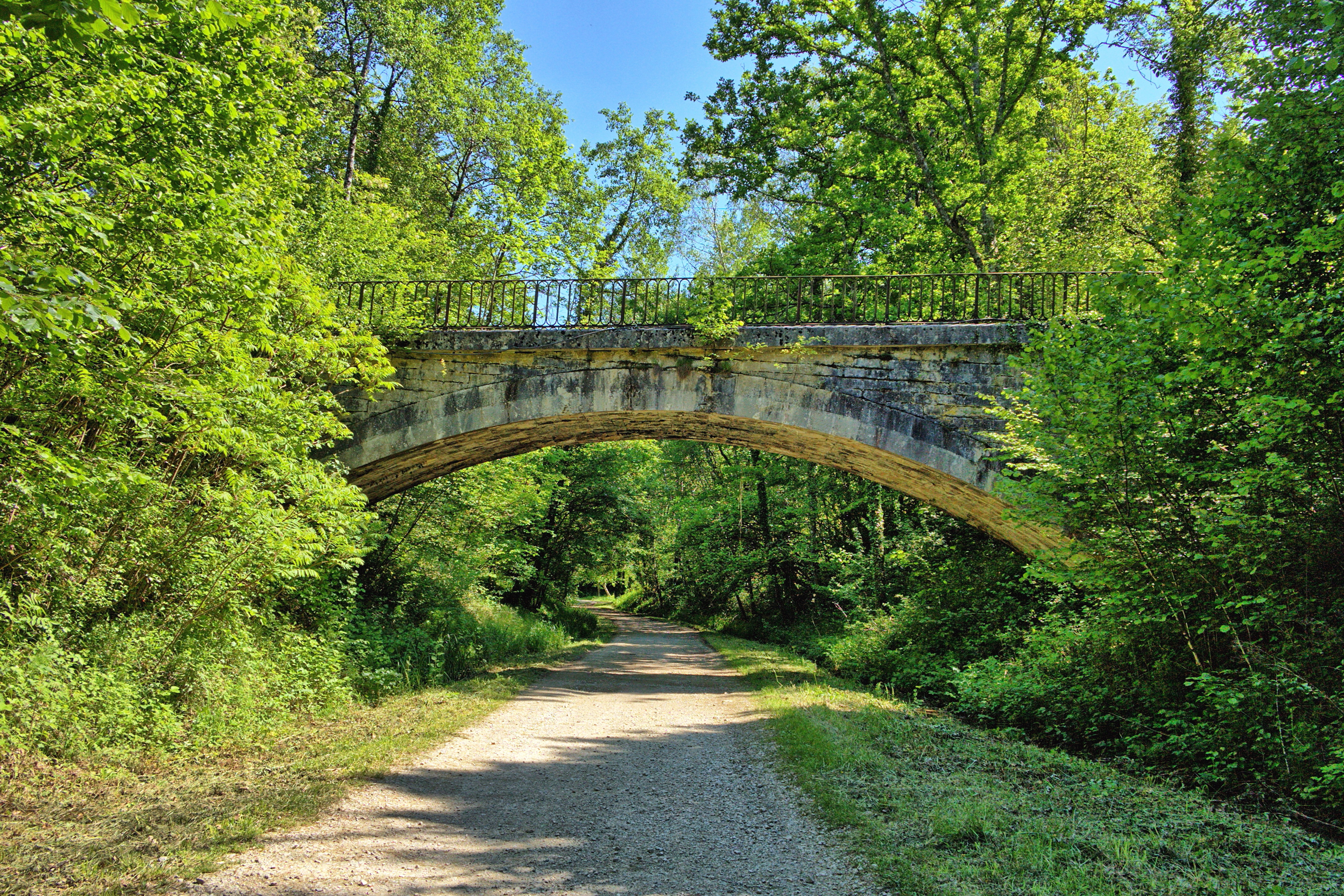
Pont sur l'ancienne voie ferrée à Montgesoye.
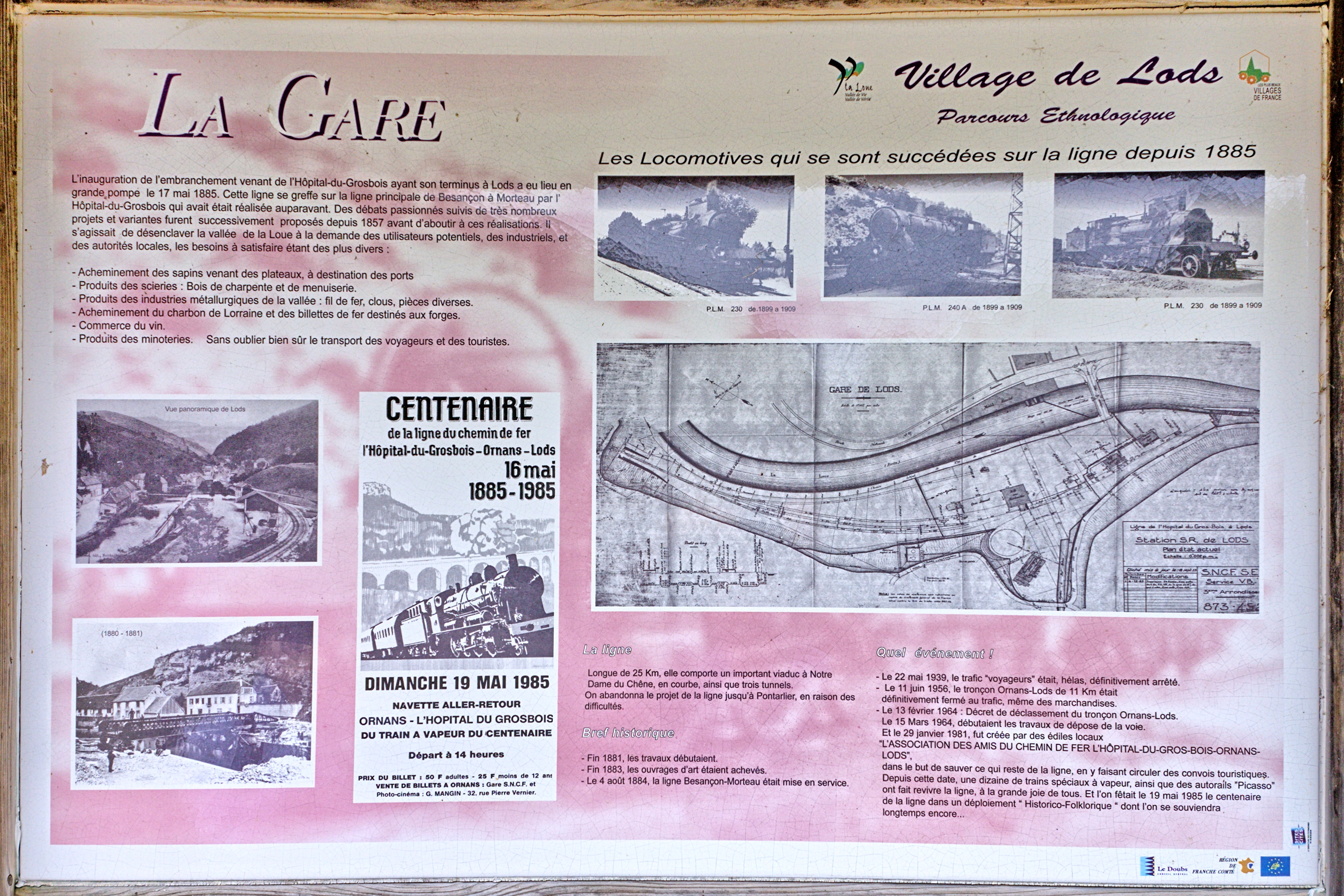
Affiche descriptive de l'ancienne gare de Lods.